# Schellroda
Schellroda ist ein Ortsteil der Gemeinde Klettbach im Landkreis Weimarer Land in Thüringen.

## Lage
Schellroda liegt westlich von Klettbach an der Landesstraße 2156 und südlich nur wenige Meter von der Bundesautobahn 4 entfernt in einer kupierten Lage vor den Toren der Landeshauptstadt Erfurt.

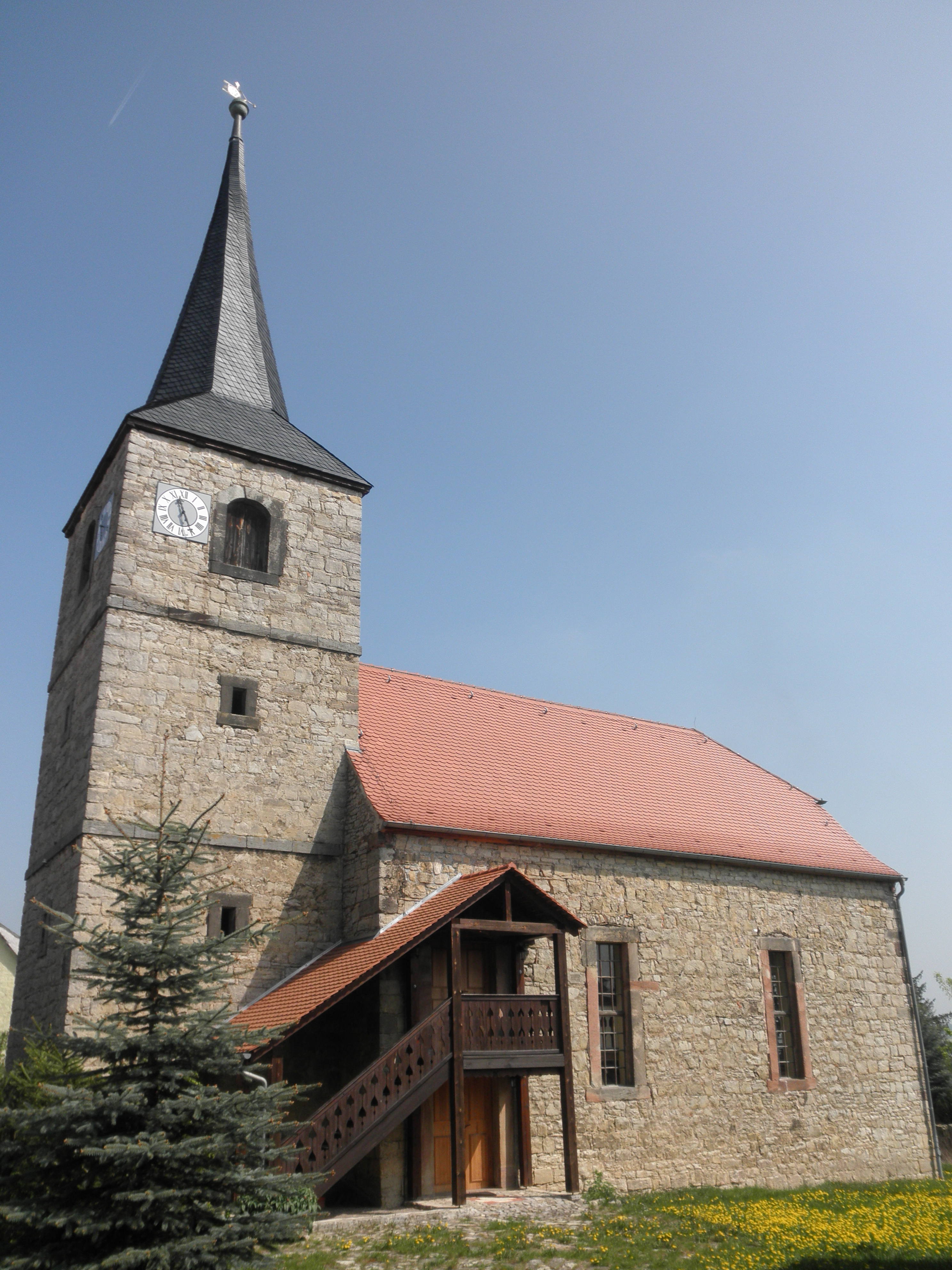
Dorfkirche

## Geschichte
Am 12. April 1251 wurde der Ort erstmals urkundlich erwähnt. Das landwirtschaftliche Rundlingsdorf gehörte ab 1379 zum Gebiet der Stadt Erfurt. Seit der Verwaltungsreform von 1706 gehörte Schellroda zum Amt Tonndorf. 1802 kam es mit dem Erfurter Gebiet zu Preußen und zwischen 1807 und 1813 zum französischen Fürstentum Erfurt. Mit dem Wiener Kongress 1815 kam der Ort mit dem Amt Tonndorf zum Großherzogtum Sachsen-Weimar-Eisenach. Er wurde dem Amtsgerichtsbezirk Vieselbach angegliedert, der 1850 im Verwaltungsbezirk Weimar aufging.
→ Siehe St. Georg (Schellroda)